# Alice Chaptini
Alice Chaptini ou Shabtini (en arabe : اليس توفيق شبطيني), née en 1946 à Tripoli, est une juge et femme politique libanaise, ministre des Déplacés dans le Gouvernement Tammam Salam de 2014 à 2016.
Alice Chaptini, chrétienne maronite, est née en 1946. Elle obtient des diplômes en droit du travail international et en sciences politiques, après avoir étudié à l'université Saint-Joseph de Beyrouth et obtenu un doctorat en France. Après avoir été juge, professeure de droit du travail et présidente de la Cour de cassation du Liban et de la Cour de cassation militaire du Liban, elle devient ministre des Déplacés nommée par le Président Michel Sleiman le 15 février 2014 et y est l'unique femme ministre d'un gouvernement composé de vingt-quatre ministres.
En septembre 2014, elle confie être prête à être retenue en otage contre la libération de vingt-neuf otages et agents des Forces de sécurité Intérieure (FSI), ces derniers étant détenus par les djihadistes du Front al-Nosra et l'État islamique.